# ソンソ
ソンソ（朝: 성소、英: Chengxiao、本名：程瀟（チェン・シャオ、Chéng Xiāo）、1998年7月15日 - ）は、中国出身の歌手。韓国で活動するアイドルグループ宇宙少女のメンバーで、ポジションはサブボーカル、メインダンサー。

## 来歴
1998年7月15日誕生。5歳から15歳まで中国舞踊を習っており、小学生時代には新体操をした事もある。2013年にYUE HUA Entertainment（乐华娱乐）に入社し練習生となり、2014年に大韓民国へ早期留学した。その後、2016年2月25日にSTARSHIPエンターテインメントとYUEHUAの合同ガールズグループ「宇宙少女」のメンバーとしてデビューし、STARSHIPとYUEHUAと7年間の専属契約を締結した。2018年からは宇宙少女の活動を一時的に休止し、中国で活動を行っている。2023年3月3日にSTARSHIPエンターテインメントとの契約が自動終了し、宇宙少女を脱退した。

## 人物
- 上述した通り、中国舞踊と新体操を習っていた。そのため、体が柔らかい[2]。
- 特技はタンブリング。ステージ上でもタンブリングをする事がある。
- 中国語と朝鮮語を流暢に話せる。韓国留学時代に朝鮮語が得意でなかった時には英語を使っていた。
- 中国人民解放軍の朝鮮戦争参戦70周年となった2020年10月23日、ウェイボーに「歴史を記憶し平和を大事に考え、英雄に敬意を示す」「英雄は永遠に忘れられない」という趣旨の書き込みを行ったことが韓国で波紋を呼んでいる[3]。なお、北朝鮮と中国以外の世界の学界では、朝鮮戦争は北朝鮮と中国による韓国への侵略ということが定説となっていると韓国では信じられている[4]。2020年10月24日、青瓦台に「中国の韓国戦争歴史歪曲に同調する中国人芸能人の韓国活動制裁を要請します」という国民請願が上げられ、「韓国でデビューし世界的に認知度を積んだ中国人芸能人がウェイボーを通じて中国の韓国戦争歴史歪曲を先に立って扇動している。f(x)のビクトリア、EXOのレイ、PRISTINのギョルギョン、宇宙少女のソンソなど、韓国エンタメ所属でお金と名誉を得た彼らが破廉恥な中国の歴史歪曲に同調した後に厚かましく韓国での活動をできないように、追放が難しいならば韓国活動に強力な制裁をかけるよう望む」と要求した[3]。2020年10月28日、保守系『朝鮮日報』は「“抗米援朝”を忘れるなという中国出身アイドル、韓国で活動するなら歴史をより勉強してほしい」という記事で、「彼らの政府（中国政府）がスターリンや金日成と組んでその“英雄”たちを朝鮮半島に送り、武力で地球上から抹殺しようとした国こそ、いま彼らが芸能活動で金儲けをしている国ではないのか?」と批判した[5]。

## 公式サイト
- 宇宙少女_程瀟 - 新浪微博（簡体字中国語）
- 성소 程瀟 Chengxiao (@chengxiao_0715) - Instagram
- 성소 程瀟 Chengxiao (@chengxiao_0715) - X（旧Twitter）